# Kasia Cerekwicka

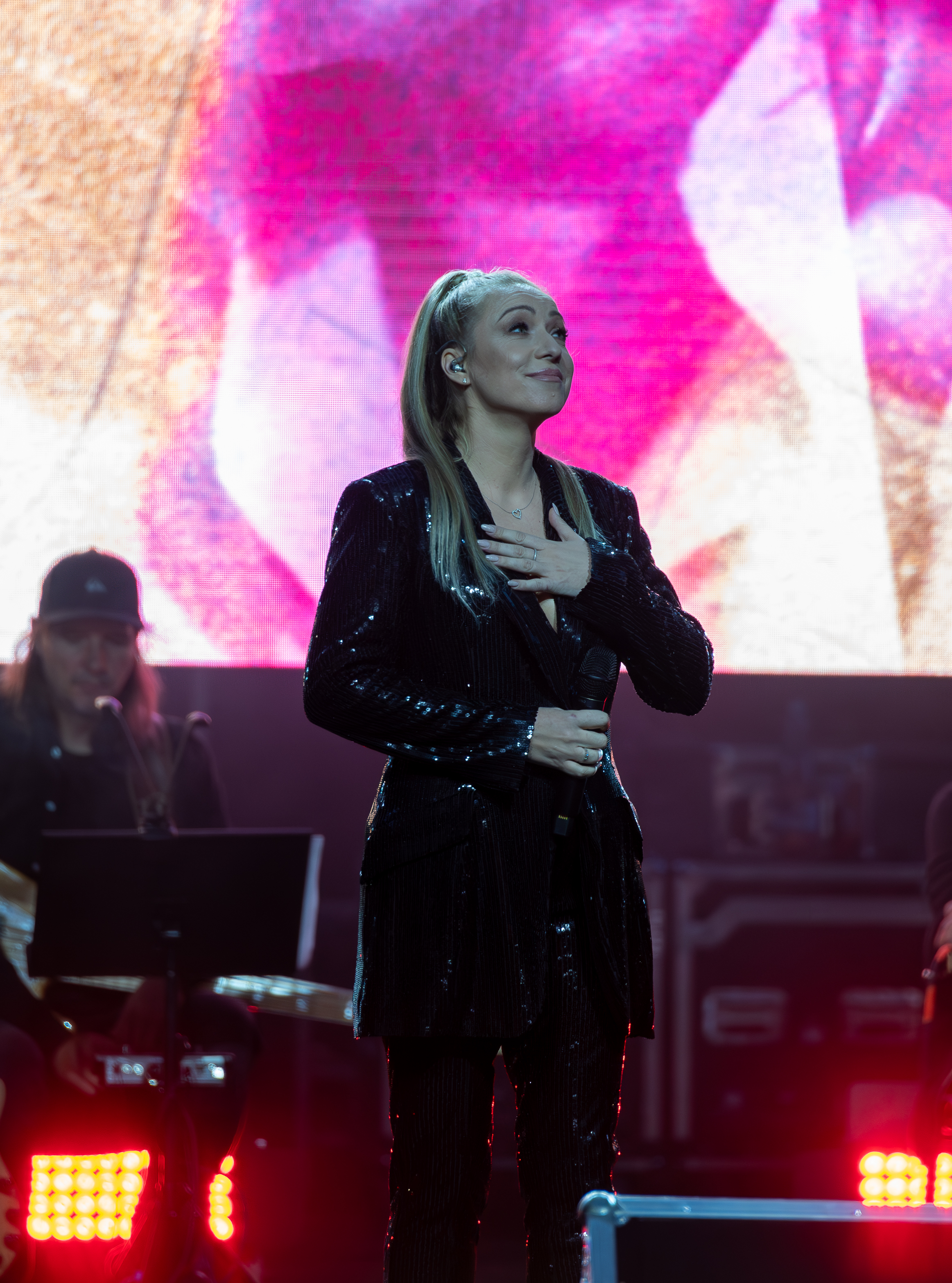
Kasia Cerekwicka, 2023.

Kasia Cerekwicka (Koszalin, Polonia, 17 de marzo de 1980) es una cantante de pop polaca. Desde pequeña decidió dedicarse a la música y a los 17 años ganó el concurso de su país Szansa na sukces (Oportunidad para el éxito).
Su primer álbum Mozaika fue lanzado en el año 2000 pero no logró gran éxito y pasó desapercibido. Siete años más tarde dijo que ese disco no le gustó y que no se sorprende de que el disco no fuera popular.
En 2006 lanza su segundo álbum, Feniks ("Fenix"). Su primer sencillo, "Na Kolana", se convirtió en el éxito del año en Polonia y en algunas partes de Europa. Su segundo sencillo fue Ostatnia Szansa, que se convirtió en su segundo número 1 en la MTV de Polonia de, y para cerrar la promoción del mismo fue lanzado otro sencillo, "Potrafię kochać".
En octubre de 2007 lanza su tercer álbum que la consagra como cantante y su primer sencillo fue "S.o.s".

## Discografía
MOZAIKA 2000
1-Gdzie Jesteś
2-Wszystko Co Mam
3-Kobieta Jest Jak Ksieżyc
4-Noc To Taka Gra
5-Południe
6-Zostań
7-Toniemy
8-Ankara
9-Tak To Znowu Ja
10-Wieczór Jaki Lubię
11-Na Dzień Dobry
FENIKS 2006
1-CEREKWICKA (intro)
2-Na Kolana
3-Ostatnia Szansa
4-Cytryna
5-Sniadanie Do Lozka
6-W Twoich Ramionach
7-Czekam Na Odpowiedz
8-Jeszcze Bedziemy Razem
9-Milosc
10-Tyle Miales Czasu
11-Ktos Inny
12-Spiesz Sie
13-Byles
14-Feniks
15-Na Kolana (Gar De Roba mix good)
16-Na Kolana (Gar De Roba mix bad)
17-Ostatnia Szansa (Gar De Roba mix)
18-Na Kolana (video)
Pokój 203 2007
1. Intro - K.A.S.I.A C.E.R.E.K.W.I.C.K.A. 
2. S.O.S 
3. Zostań 
4. Dylemat 
5. Dzięki Tobie 
6. Broken Heart 
7. Przyjaciółka 
8. Tylko raz 
9. Jedno słowo 
10. Kameleon 
11. Nie potrzebuję Ciebie 
12. Sekret 
13. Pluszowy miś 
14. Ostatni raz płaczę